# Slotket

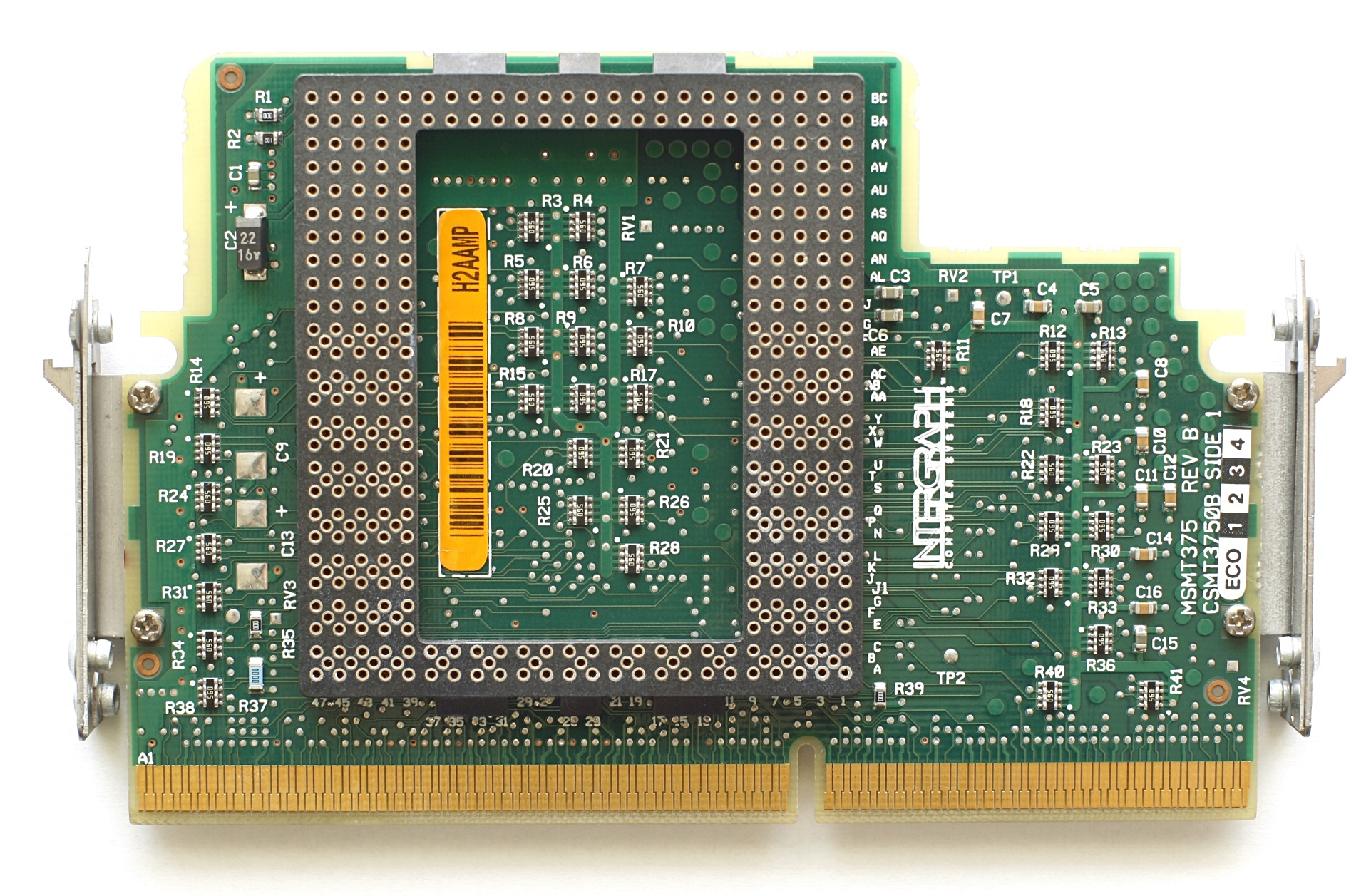
Socket 8 slocket adapter

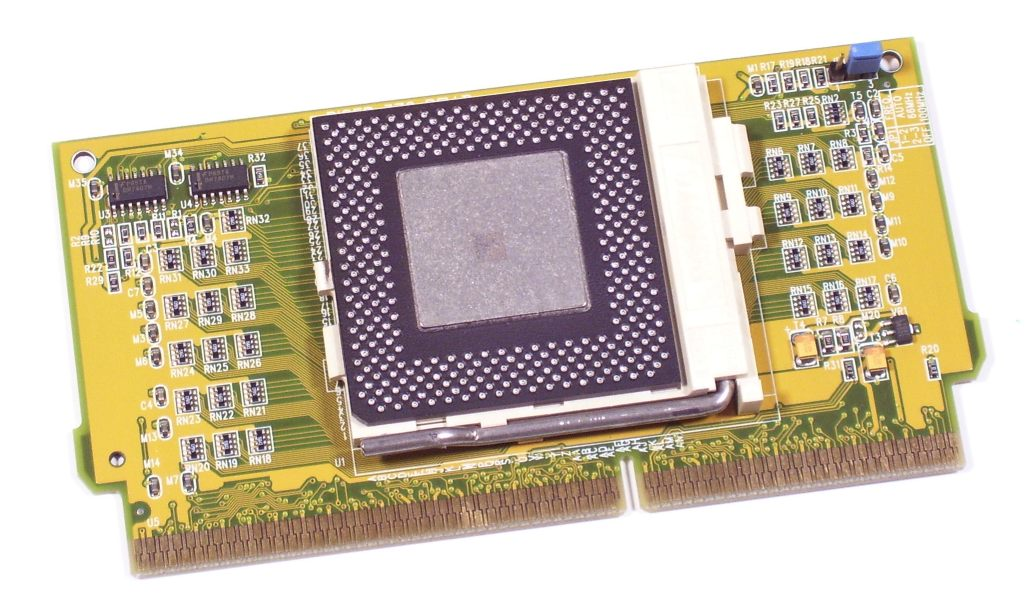
Socket 370 Slotket adapter

Nella terminologia informatica dell'hardware, gli slotket, chiamati anche slocket, (entrambe abbreviazioni di adattatore da slot a socket) sono adattatori che permettono di usare microprocessori basati su socket con schede madri basate su slot.
Gli slocket erano stati originariamente creati per permettere l'uso di processori Pentium Pro basati su Socket 8 con schede madri basate su Slot 1. In seguito, divennero più diffusi per inserire processori Intel Celeron basati su Socket 370 in schede madri basate su Slot 1. Questo riduceva il costo per gli assemblatori di computer, specialmente con macchine a doppio processore: esistevano schede madri che accettavano due processori Slot 1 (di solito Pentium II), ma non schede madri a doppio socket per i più economici Celeron basati su Socket 370. Gli slotket rimasero popolari nel periodo in cui i Pentium III transizionavano da slot a socket, permettendo di aggiornare il processore in schede madri Slot 1 già esistenti.
Non sono mai stati introdotti slotket per avvantaggiarsi della transizione dei processori Athlon AMD dal fattore di forma Slot A al Socket A. Non sono mai esistiti nemmeno adattatori che funzionano nel modo opposto (da schede madri basate su socket a processori basati su slot), perché le schede madri basate su Socket 8 non supportano le frequenze di clock più elevate richieste dai processori basati su Slot 1.
Al giorno d'oggi, gli slotket sono praticamente scomparsi, perché sia la Intel che la AMD hanno smesso di produrre processori basati su slot nel 1999.